# Loïc Poujol
Loïc Poujol (Rodez, 27 febbraio 1989) è un ex calciatore francese, di ruolo centrocampista.

## Palmarès

### Club

#### Competizioni nazionali
- Championnat National: 1

Rodez: 2018-2019